# Elza Brandeisz
Erzsébet "Elza" Brandeisz, née le 18 septembre 1907 à Budapest (alors en Autriche-Hongrie) et morte le 6 janvier 2018 à Sopron (Hongrie), est une danseuse et professeure hongroise, honorée du titre de Juste parmi les nations.

## Biographie
Originaire d'une famille luthérienne, elle s'est fait un nom en tant que danseuse à Budapest dans les années 1930 en travaillant comme professeure dans l'école privée appartenant à Béla Lajtai. Cette dernière étant juive, l'école est enregistrée au nom de Brandeisz après l'invasion allemande pour éviter la confiscation. Elles continuent d'y enseigner jusqu'à l'envoi de Béla Lajtai dans une maison réservée aux Juifs en 1944, où Elza Brandeisz continue de l'aider en lui faisant passer des vivres.
Elle aide aussi une jeune fille élève de l'école, Judit Baló, en la cachant dans sa résidence secondaire à Balatonalmádi, dans la campagne hongroise ainsi que George Soros et sa mère, cachés au même endroit. Ils survivront tous à la Seconde Guerre mondiale. George Soros dira d'elle, plus tard : « Brandeisz venait d'une famille chrétienne croyante et c'est sa foi religieuse qui l'a motivée pour sauver des Juifs. »
Après la guerre, elle continue d'enseigner à Balatonalmádi, avant de prendre sa retraite et de devenir guide touristique à Sopron en 1963. George Soros l'a longtemps aidée financièrement en remerciement, argent qu'elle donnait à l’Église luthérienne hongroise.
Le 12 novembre 2005, elle est reconnue comme Juste parmi les nations par le mémorial de Yad Vashem. Elle est morte le 6 janvier 2018, à l'âge de 110 ans.